# (1450) Raimonda
(1450) Raimonda est un astéroïde de la ceinture principale.

## Description
(1450) Raimonda est un astéroïde de la ceinture principale. Il fut découvert le 20 février 1938 à Turku par Yrjö Väisälä. Il présente une orbite caractérisée par un demi-grand axe de 2,61 UA, une excentricité de 0,17 et une inclinaison de 4,9° par rapport à l'écliptique.

## Compléments